# Guttannen
 (février 2015).
Si vous disposez d'ouvrages ou d'articles de référence ou si vous connaissez des sites web de qualité traitant du thème abordé ici, merci de compléter l'article en donnant les références utiles à sa vérifiabilité et en les liant à la section « Notes et références ».
Guttannen est une commune suisse du canton de Berne, située dans l'arrondissement administratif d'Interlaken-Oberhasli.

## Géographie

### Situation
La commune de Guttannen est située au sein de l'Oberland bernois, à proximité du col du Grimsel (2 164 m). Guttannen est la municipalité la plus élevée du district d'Oberhasli.

### Hydrographie
La commune compte quatre lacs : l'Oberaarsee, le Grimselsee, le Räterichsbodensee et le Gelmersee.

## Toponymie
Le nom du lieu est mentionné pour la première fois en 1377 sous la forme Guotentannon.
L'origine du nom vient de celui d'une prairie et est issu de l'expression ze den guoten tannen qui signifie près des bons sapins.

## Histoire
Au Moyen Âge, le territoire de Guttannen fait tout d'abord partie du vogtei de Hasli et dépend de la paroisse de Meiringen. En 1334, l'ensemble du vogtei devient la propriété de Berne. Une chapelle est construite au sein du village, quoique sans cuve baptismale. Celle-ci se convertit par la suite à la réforme protestante avec l'ensemble du canton, tout en demeurant au sein de la paroisse de Meiringen, avant d'être transférée à la paroisse de Innertkirchen en 1713, puis enfin de devenir une paroisse indépendante en 1816. Entre-temps, l'ancienne église avait brûlé en 1723 puis été reconstruite. Lors de l'invasion française de 1798, la paroisse fait partie du Canton d'Oberland au sein de la République helvétique puis rejoint le canton de Berne en 1803.

## Population et société

### Démographie
| 1764 | 1850 | 1880 | 1900 | 1930 | 1950 | 1960 | 1970 | 1980 |
| ---- | ---- | ---- | ---- | ---- | ---- | ---- | ---- | ---- |
| 288  | 503  | 463  | 345  | 391  | 557  | 430  | 394  | 384  |

| 1990 | 2000 | - | - | - | - | - | - | - |
| ---- | ---- | - | - | - | - | - | - | - |
| 374  | 328  | - | - | - | - | - | - | - |

### Enseignement
La commune possède une école primaire avec un effectif de 20 enfants.

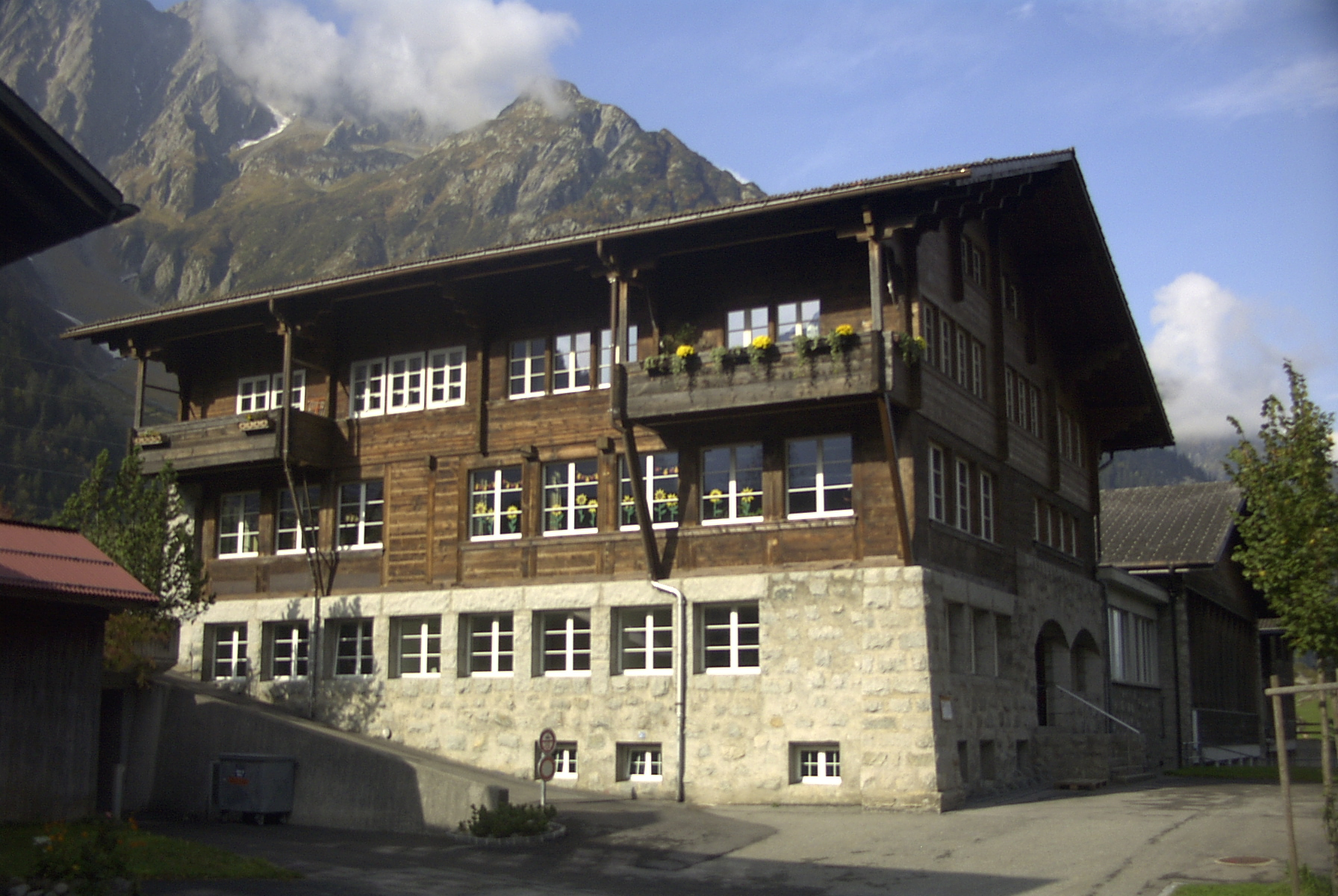
L'école de Guttannen